# Ненецький краєзнавчий музей
Ненецький краєзнавчий музей — музей Ненецького автономного округа. Розташований у м. Нар'ян-Мар.

## Історія

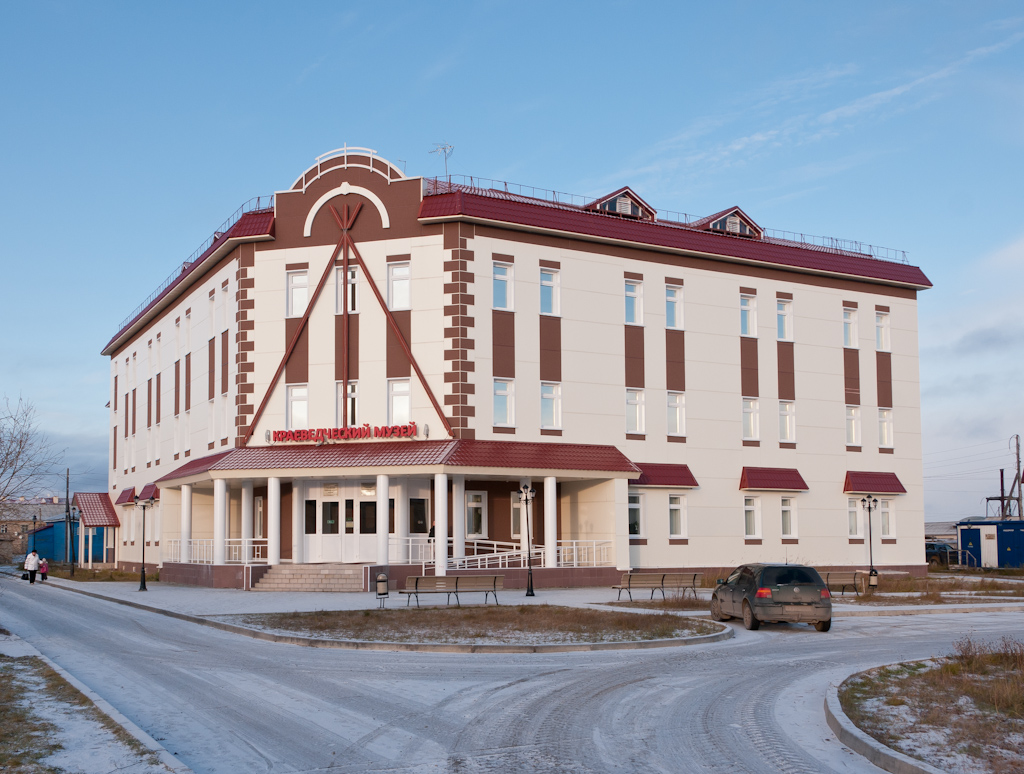
Будинок музею, 2011 р.

Рішення про створення музею в Ненецькому національному окрузі було прийняте на засіданні Президії Ненецького окрвиконкому в кінці 1929 р.
Під музей відвели кімнату в селі Тельвіска, завідувачем музею був призначений Михайло Базикін — технічний секретар окрбюро краєзнавства. Першими експонатами музею були луки-самостріли, головні убори та інші приналежності, які Базикін привіз з відрядження до села Великовисочне.
У вересні 1934 р. для музею було виділене приміщення в м. Нар'ян-Мар площею 60 м² на першому поверсі Будинку ненця. 6 вересня 1934 р. була відкрита виставка заполярного рослинництва. Саме ця дата — відкриття музею для відвідувань, — відзначається як дата створення Ненецького окружного краєзнавчого музею.
З 1955 по 1961 рік музей знаходився на вулиці Полярній. У структурі музею були 2 відділи: природа і соціалістичне будівництво. З 1962 по 1968 р. Ненецький окружний краєзнавчий музей розташовувався в будинку № 7 по вулиці Хатанзейського.
З 1969 р. музей був переведений в будинок № 1 на вулиці Тико Вилка. Площа експозиції становила 268 м². Були відкриті відділи природи, історії. Фонди музею поповнили живописні та графічні роботи місцевих художників.
22 лютого 2009 р. було урочисто відкрито нову будівлю Ненецького окружного краєзнавчого музею, що відповідає усім сучасним вимогам зберігання експонатів. Загальна площа експозиційних залів становить 1272 м².